# Bandera de las Tierras Australes y Antárticas Francesas

Bandera de las Tierras Australes y Antárticas Francesas

La bandera oficial de las Tierras Australes y Antárticas Francesas está compuesta por un paño de color azul oscuro con la bandera de Francia, la “Tricolor”, en su cantón. En la parte inferior, cerca del borde más alejado del mástil, figuran las iniciales de la denominación del territorio en francés: TAAF, “Terres australes et antarctiques françaises” ("Tierras Australes y Antárticas Francesas"). Las iniciales aparecen colocadas sobre tres estrellas de cinco puntas cada una. Las estrellas y las iniciales son de color blanco. Fue adoptada de manera oficial en el año 2007.
- Datos: Q695125
- Multimedia: Flags of the French Southern and Antarctic Lands / Q695125